# داگلاس اس‌بی‌دی داونتلس
داگلاس اس‌بی‌دی داونتلس (به انگلیسی: Douglas SBD Dauntless) یک هواپیمای ساختِ کارخانهٔ شرکت هواپیماسازی داگلاس در کشور ایالات متحده آمریکا است که در سال ۱۹۴۰–۱۹۴۴ ساخته شد. نخستین استفاده‌کنندهٔ این هواپیما نیروی دریایی ایالات متحده آمریکا بوده‌است. این هواپیما برای نخستین بار در ۱ مه ۱۹۴۰ میلادی مورد استفاده قرار گرفت.